# Bora Bora
Bora Bora je otok koji spada u zavjetrinsku skupinu Društvenih otoka u Francuskoj Polineziji. Nalazi se 260 kilometara zapadno od glavnog grada Papeetea. Okružen je lagunom i koraljnim grebenom. U sredini otoka nalaze se ostatci nekadašnjeg vulkana s dva vrha, niži Pahia i viši Otemanu koji doseže visinu do 727 metara.
Godine 2000. broj stanovnika iznosio je 4000. Glavno je naselje Vaitape na zapadnom dijelu otoka.
Ime Bora Bora dolazi iz tahićanskog jezika i označava "prvo rođenje". Izvorno se izgovara "Pora Pora".
Prehrana je ograničena na morska i kokosova jela.

## Povijest
Otok prvi put naseljavaju Polinežani u 4. stoljeću. Nakon otkrivanja, 1777. je James Cook prvi put organizirao putovanje Europljana.
Godine 1842. Bora Bora postaje francuski protektorat.

### Drugi svjetski rat
Tijekom Drugog svjetskog rata, poslije japanskog napada na Pearl Harbor 7. prosinca 1941., Bora Bora postaje južnopacifička američka vojna baza. To je označilo prvu vojnu prisutnost u povijesti otoka. Baza je zatvorena 2. lipnja 1946., ali je veliki broj vojnika ostao tamo živjeti sa svojim obiteljima.
Zrakoplovna pista izgrađena tijekom rata bila je jedina međunarodna zračna luka u Francuskoj Polineziji dok nije 1962. izgrađena ona u Papeeteu na Tahitiju. Zračna luka na Bori Bori ne može primiti velike zrakoplove.

## Danas
Danas je otok orijentiran na turizam. Najčešće ga posjećuju američki, japanski i europski turisti koji dolaze u to turističko odredište zbog prelijepe prirode i predivnih plaža.
Air Tahiti dnevno organizira pet do šest letova u Papeete. 
Službeni jezik Francuske Polinezije, pa tako i Bore Bore, jest francuski, ali je engleski više u uporabi, osobito među mlađim generacijama.
Javni prijevoz je slabijeg inteziteta. Autobusi voze otprilike svaki sat. Preporučljivo prijevozno sredstvo za turiste je bicikl, ako hotel ne organizira prijevoz. U Vaitapeu se mogu unajmiti električni automobili.
Bora Bora je poznata po ronjenju u koraljnom grebenu. Može se vidjeti veliki broj morskih pasa. Postoje dva ronilačka kluba. Mnogi instruktori organiziraju eskurzije hranjenja morskih pasa.

## Vanjske poveznice
- Bora Bora na atlasu svijeta
- Slike